# This One’s for You (singel Davida Guetty)
„This One's for You” – singel francuskiego producenta muzycznego i Dj-a Davida Guetty z gościnnym udziałem szwedzkiej wokalistki Zary Larsson. Utwór wydany został 13 maja 2016 przez wytwórnie Parlophone oraz Warner Music France. Utwór jest oficjalną piosenką Mistrzostw Europy w Piłce Nożnej 2016 odbywających się w ojczyźnie Guetty, we Francji.

## Tło powstania utworu
W czerwcu 2015 roku David Guetta za pośrednictwem Twittera ujawnił, iż został „muzycznym ambasadorem UEFA Euro 2016”. Jesienią 2015 roku UEFA podjęła decyzję, że stworzenie hymnu na zbliżające się Mistrzostwa Europy powierzy właśnie jemu. Guetta pojawił na ceremonii losowania grup Euro 2016, które odbyło się 12 grudnia 2015 roku w Paryżu, w Palais des congrès de Paris. Ujawnił on wtedy, że tekst hymnu jest gotowy. W nagraniu utworu mógł uczestniczyć każdy za pośrednictwem specjalnie stworzonej w tym celu aplikacji.
W utworze obok wokalu szwedzkiej piosenkarki Zary Larsson usłyszeć można okrzyki kibiców.

## Wykonanie na żywo
Po raz pierwszy utwór został wykonany na żywo 9 czerwca na Polach Marsowych, nieopodal wieży Eiffla, w Paryżu. Powstał również na potrzeby ceremonii otwarcia oraz finału turnieju.

## Lista utworów
- Digital download[5]

1. „This One's for You” (featuring Zara Larsson) [Official Song UEFA EURO 2016] – 3:27

- Digital download – Remixes EP[6]

1. „This One's for You” (featuring Zara Larsson) (Extended) – 4:37
2. „This One's for You” (featuring Zara Larsson) (Kungs Remix) – 4:15
3. „This One's for You” (featuring Zara Larsson) (Stefan Dabruck Remix) – 5:03
4. „This One's for You” (featuring Zara Larsson) (GLOWINTHEDARK Remix) – 3:20
5. „This One's for You” (featuring Zara Larsson) (Official Song UEFA EURO 2016) (Kris Kross Amsterdam Remix) – 3:06
6. „This One's for You” (featuring Zara Larsson) (Faustix Remix) – 3:04
7. „This One's for You” (featuring Zara Larsson) (Stefan Dabruck Remix Radio Edit) – 3:07

## Notowania na listach przebojów
| Lista                                      | Najwyższa pozycja |
| ------------------------------------------ | ----------------- |
| Australia (Top 50 Singles)                 | 67                |
| Austria (Ö3 Austria Top 40)                | 2                 |
| Belgia (Flandria) (Ultratop 50 Singles)    | 10                |
| Belgia (Wallonia) (Ultratop 50 Singles)    | 2                 |
| Kanada (Billboard Canadian Hot 100)        | 62                |
| Czechy (Rádio Top 100)                     | 10                |
| Czechy (Singles Digitál Top 100)           | 9                 |
| Dania (Track Top-40)                       | 11                |
| Finlandia (Top 20 Singles)                 | 10                |
| Francja (Top 200 Singles)                  | 1                 |
| Niemcy (Top 100 Singles)                   | 1                 |
| Węgry (Single Top 40)                      | 4                 |
| Węgry (Dance Top 40)                       | 7                 |
| Węgry (Rádiós Top 40)                      | 16                |
| Irlandia (Top 50 Singles)                  | 10                |
| Izrael (Top 10 Airpay Songs)               | 4                 |
| Włochy (Top 20 Singles)                    | 8                 |
| Liban (Lebanese Top 20)                    | 6                 |
| Luksemburg (Billboard)                     | 1                 |
| Meksyk (Mexico Ingles Airplay)             | 1                 |
| Holandia (Single Top 100)                  | 6                 |
| Holandia (Dutch Top 40)                    | 5                 |
| Norwegia (Top 20 Singles)                  | 4                 |
| Polska (AirPlay – Top)                     | 11                |
| Szkocja (Top 40 Scottish)                  | 13                |
| Słowacja (Rádio Top 100)                   | 34                |
| Słowacja (Singles Digitál Top 100)         | 6                 |
| Słowenia (SloTop50)                        | 5                 |
| Hiszpania (Top 50 Singles)                 | 11                |
| Szwecja (Top 60 Singles)                   | 3                 |
| Szwajcaria (Singles Top 100)               | 1                 |
| Wielka Brytania (Singles Top 100)          | 16                |
| Wielka Brytania (Top 40 Dance Singles)     | 7                 |
| Stany Zjednoczone (Dance/Electronic Songs) | 11                |

## Certyfikaty
| Kraj                          | Certyfikat         | Sprzedaż |
| ----------------------------- | ------------------ | -------- |
| Austria (IFPI Austria)        | złota płyta        | 15 000   |
| Belgia (BEA)                  | platynowa płyta    | 30 000   |
| Dania (IFPI Denmark)          | złota płyta        | 30 000   |
| Francja (SNEP)                | platynowa płyta    | 150 000  |
| Niemcy (BVMI)                 | złota płyta        | 200 000  |
| Włochy (FIMI)                 | 2× platynowa płyta | 100 000  |
| Norwegia (IFPI Norway)        | 2× platynowa płyta | 20 000   |
| Polska (ZPAV)                 | platynowa płyta    | 50 000   |
| Szwajcaria (IFPI Switzerland) | złota płyta        | 15 000   |
| Wielka Brytania (BPI)         | srebrna płyta      | 200 000  |